# FS1 (австрийский телевещатель)
FS1 (или FS1 – Freies Fernsehen Salzburg — Свободное телевидение Зальцбурга) — некоммерческий телевещатель в городе Зальцбург (Австрия), третье австрийское некоммерческое телевидение после венского вещателя Okto и компании Dorf из Линца. По собственному определению, FS1 является телевидением с полной круглосуточной программой (в сравнении со специальным телевещанием). 

## История
FS1 был создан при содействии Radiofabrik, свободного радио Зальцбурга, и официально представлен широкой публике в 2009 году. Основой для создания послужила законодательная инициатива Фонда некоммерческого радио- и телевещания (NKRF) Австрийской Республики, регулируемый Управлением радио и телевещания (Die Rundfunk und Telekom Regulierungs-GmbH — RTR), которая была создана в 2010 году. Эта инициатива предоставила финансовую возможность для становления общественного телевидения в Австрии. Институт медиаобразования (IMB) первым поддержал деятельность FS1, позже к проекту присоединилась ассоциация культурных организаций Зальцбурга (DSK). Общественность Зальцбурга активно одобрила этот проект.
Идейные вдохновители FS1, Альф Альтендорф (ранее работал на TIV, задействован в становлении телеканала Okto) и Маркус Вайсгайтинґер-Герман (сотрудник ныне закрытого Института медиаобразования), стали его руководителями. Руководитель DSK Томас Рандисек активно поддерживал новую телеплатформу. Тогда же появилась и спонсорская ассоциация.
Город и федеральная земля Зальцбург не спешили удовлетворять запрос FS1 на финансовую поддержку, ссылаясь на банкротство каналов коммерческого телевещания, таких как Salzburg TV, Jedermann TV и Salzburg Plus.
После этого развязалась горячая дискуссия относительно местной медиаполитики. Во второй половине 2011 года FS1 был вынужден вернуть гранты, предоставленные RTR в связи с нехваткой федерального финансирования и связанными с этим финансовыми рисками. Культурный комитет города Зальцбург одобрил частичное финансирование FS1 в конце 2011. Вследствие конфликтов, молодёжные организации akzente и Spektrum вышли из спонсорской ассоциации.
В декабре 2011 года консорциум, членами которого стали Радиофабрика, DSK и IMB, принял решение воплотить проект FS1 в жизнь, несмотря на сопротивление местных властей, и запланировал старт вещания на 2012 год.

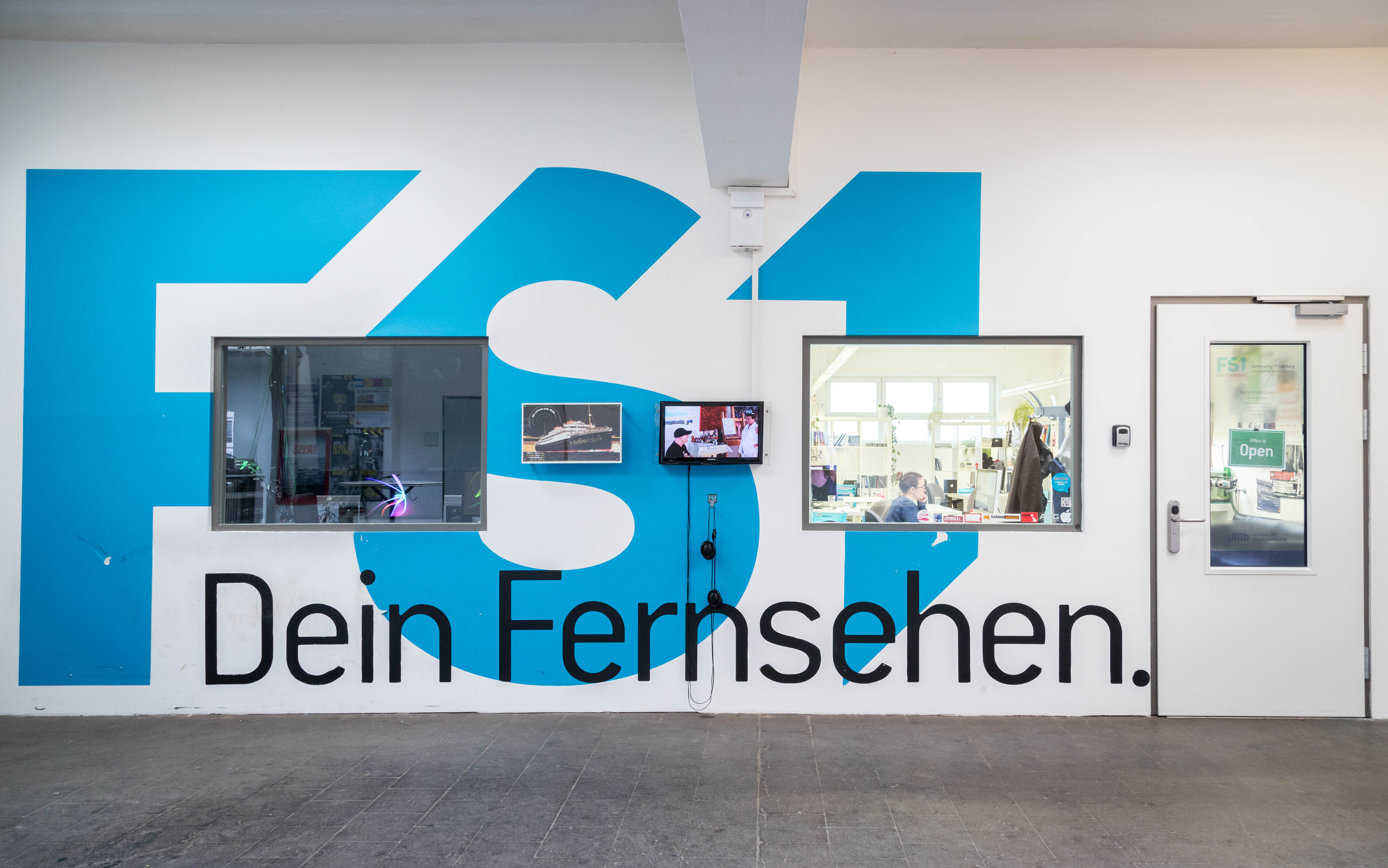
Офис и студия FS1 в культурном пространстве Kunstquartier (2018)

16 февраля 2012 в прямом эфире кабельной сети Salzburg AG началось вещание канала FS1.
С апреля 2012 федеральная земля Зальцбург спонсирует деятельность FS1.
В мае 2012 спонсорская ассоциация FS1 изменила форму собственности на некоммерческую организацию. Собственниками организации стали Радиофабрика, IMB, DSK, новая ассоциация авторов передач, а также основатели проекта.

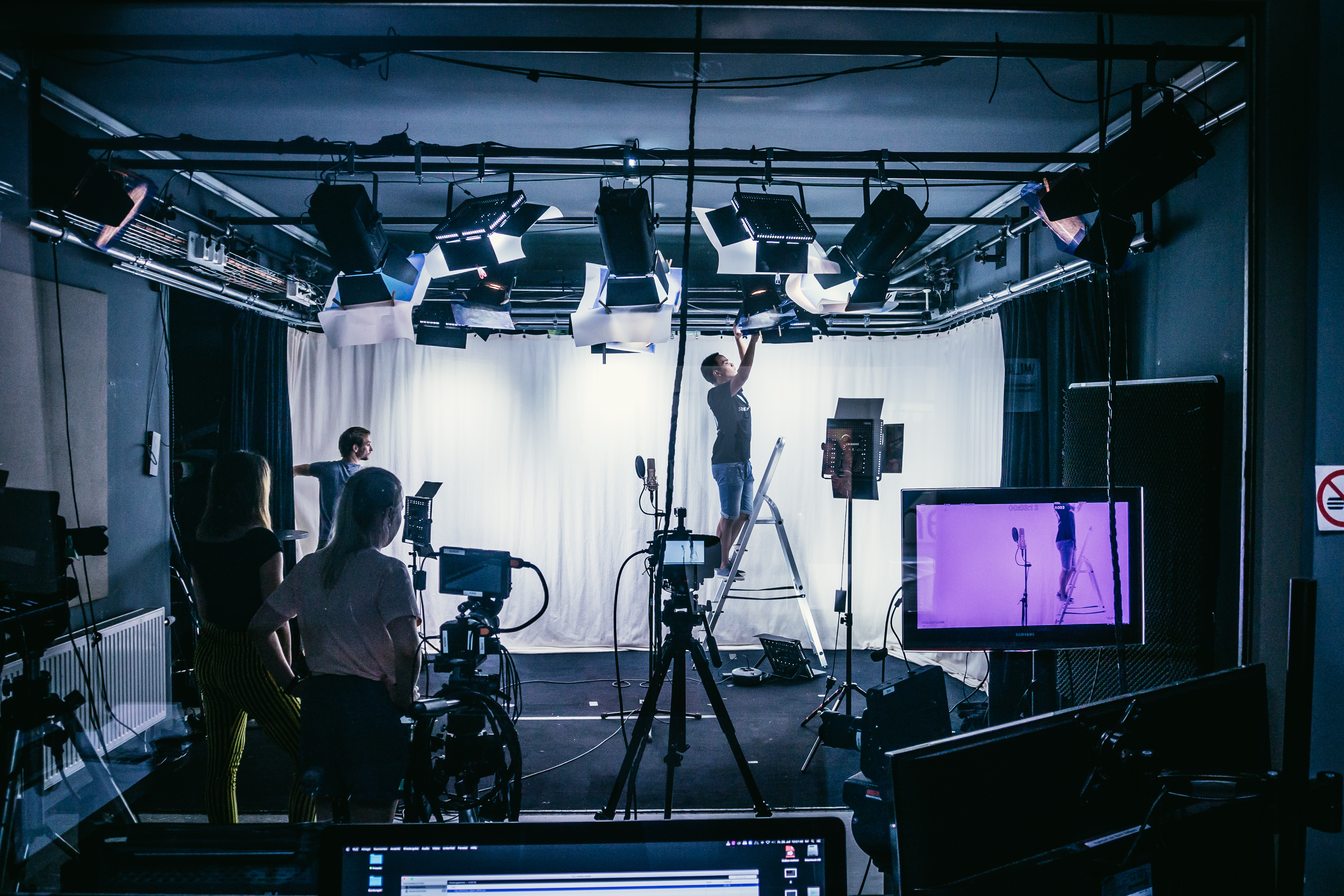
Студия FS1 (2019)

Новая студия на ул. Берґштрасе открылась в июне 2012 года.
С декабря 2012 года и до сих пор инфраструктурой вещателя руководит дочернее предприятие "FS1 Insrastruktur Gesmbh".
В 2014 году FS1 вместе с Радиофабрикой основал ежегодную конференцию Civilmedia.
В конце 2014 FS1 начал вещание в HD и транслируется также и в сети A1.TV.

## Программа
Австрийское управление коммуникаций KommAustria классифицирует FS1 как общественное телевидение (Community TV) , согласно определению Фонда некоммерческого радио- и телевещания (NKRF). Предпосылкой спонсорской поддержки является соблюдение норм NKRF и сознательное обязательство создавать и формировать программу в соответствии с Хартией об общественном телевидении в Австрии Австрийской ассоциации общественных телевещателей.
В программе FS1 нет места рекламе. Передачи создаются жителями Зальцбурга и организациями-представителями гражданского общества, а тогда координируются и транслируются телестанцией. Что касается содержания программ, преимущество отдаётся культурным, художественным, молодежным, социальным и образовательным темам. Авторы передач получают знания и навыки, необходимые для создания контента, на собственных образовательных мероприятиях FS1 (FS1-Academy).
Также вещатель ретранслирует американскую программу Democracy Now  .

## Проекты
FS1 разрабатывает сетевые (нетворкинг), медиаобразовательные и киноиндустриальные проекты.
- Civilmedia, конференция в партнерстве с Радиофабрикой (с 2014)
- Medienwerkstatt Salzburg [12], программа семинаров по медиаобразованию в партнерстве с Радиофабрикой, кинотеатром DasKino и др. (с 2019)
- filmedition: online Salzburg [13], презентация киноработ зальцбургских режиссёров в партнерстве с городом и федеральной землей Зальцбург (с 2012)

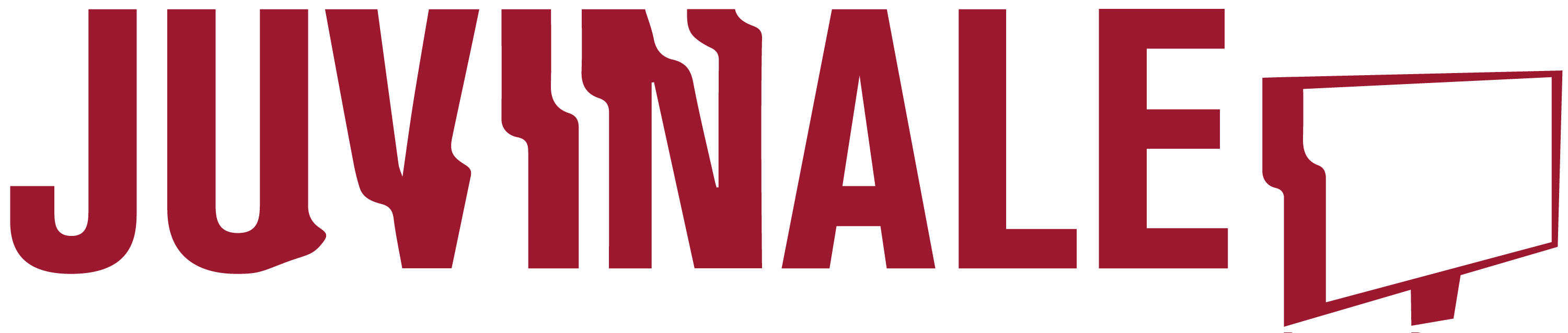
Логотип фестиваля Juvinale (2017)

После того, как фестиваль Diagonale перенесли в австрийский город Грац в 1998, Зальцбург долгое время не имел собственного кинофестиваля. Международный молодежный кинофестиваль Juvinale  был задуман как платформа для показа молодых режиссеров и состоится раз в два года с 2017. Партнерами фестиваля выступают город и федеральная земля Зальцбург, а также зальцбургская Экономическая палата.

## Организация
Владельцем и медиаиздателем является некоммерческая организация Community TV Salzburg BetriebsgesmbH. Собственниками выступают ассоциация авторов передач, свободное радио Радиофабрика, IMB, DSK и ряд физических лиц. В сентябре 2018 организации культурный центр ARGEkultur Salzburg и ассоциация поддержки людей с ограниченными возможностями Lebenshilfe переняли долю IMB. Благодаря участию авторов передач в структуре собственности, FS1 может считаться первым в Австрии демократическим телевидением.

### Финансирование
Компания финансируется за счет государственных грантов и собственных доходов.

## Зона покрытия и приём
С 16 февраля 2012 FS1 транслирует через DVB-C в кабельной сети Salzburg AG, которая доступна в федеральной земле Зальцбург, городе-общине Шладминґ и микрорегионе Аусзеерланд. Вещатель также транслирует программу вживую в формате симулькаста (одновременное вещание на нескольких носителях).
С января 2017 FS1 транслирует в сети IPTV кабельного телевидения A1 (A1 Telekom Austria).

## Партнерства
FS1 является членом ассоциации культурных организаций Зальцбурга (DSK), австрийской культурной группы интересов (IG Kultur Österreich), австрийской ассоциации общественных телевещателей (VCFÖ), европейского форума общественных медиа (CMFE) и института общественных медиа (COMMIT).